# Virginia Bonci-Ioan
Virginia Bonci-Ioan (născută Bonci, n. 5 ianuarie 1949, Pielești, România – d. 9 noiembrie 2020, București, România) a fost o atletă română, specializată în proba de săritură în înălțime.

## Carieră
A urmat cursurile Liceului cu Profil Sportiv din Pielești pe care le-a absolvit în 1968. În 1973 a absolvit cursurile Institutului de Educație Fizică și Sport. A practicat atletismul de performanță sub îndrumarea: profesorului Ion  Rinderiu, Antrenor Emerit (în liceu), la CS Rapid București, sub îndrumarea antrenorului  Constantin Dumitrescu. Sportiva a fost multiplă campioană națională și balcanică. În anul 1968 a cucerit la Madrid medalia de argint la Jocurile Europene în sală, fiind predecesoarele Campionatelor Europene de Atletism în sală. În același an a participat la Jocurile Olimpice dar nu a reușit să se califice în finală.
De asemnea a participat la Campionatele Europene din 1969 și 1974 și la Campionatul European în sală din 1974. La Universiada din 1973 de la Moscova a obținut medalia de aur. În 1974 a stabilit un nou record național cu o săritură de 1,92 m, doborând fostul record al Iolandei Balaș. A fost Maestră Emerită a Sportului.
Virginia Bonci-Ioan a fost căsătorită cu atletul Șerban Ioan, participant la Jocurile Olimpice din 1972.

## Realizări
| An   | Competiție                   | Locație                    | Loc | Eveniment | Note |
| ---- | ---------------------------- | -------------------------- | --- | --------- | ---- |
| 1968 | Jocurile Europene în sală    | Madrid, Spania             | 2   | înălțime  | 1,76 |
| 1968 | Jocurile Olimpice            | Ciudad de México, Mexic    | 21  | înălțime  | 1,65 |
| 1969 | Campionatul European         | Atena, Grecia              | 14  | înălțime  | 1,71 |
| 1973 | Cupa Europei                 | Edinburgh, Scoția          | 3   | înălțime  | 1,80 |
| 1973 | Cupa Europei                 | Edinburgh, Scoția          | 6   | echipe    | 1,80 |
| 1973 | Universiada                  | Moscova, Uniunea Sovietică | 1   | înălțime  | 1,84 |
| 1974 | Campionatul European în sală | Göteborg, Suedia           | 10  | înălțime  | 1,80 |
| 1974 | Campionatul European         | Roma, Italia               | 12  | înălțime  | 1,80 |
| 1975 | Cupa Europei                 | Nisa, Franța               | 3   | înălțime  | 1,86 |
| 1975 | Cupa Europei                 | Nisa, Franța               | 5   | echipe    | 1,86 |
| 1975 | Universiada                  | Roma, Italia               | 12  | înălțime  | 1,73 |

## Recorduri personale
| Probă                        | Performanță | Dată           | Locație   |
| ---------------------------- | ----------- | -------------- | --------- |
| Săritură în înălțime         | 1,92 m      | 9 iunie 1974   | București |
| Săritură în înălțime în sală | 1,80 m      | 10 martie 1974 | Göteborg  |